# Estadio Gargždai
Gargždai es un estadio multiuso ubicado en Gargždai, Lituania. Es mayoritariamente utilizado para partidos de fútbol y juega de local  el club de fútbol, FK Banga Gargždai, de la primera división lituana.  La capacidad del estadio es de 2323 espectadores.